# Phylohydrax
Phylohydrax là một chi thực vật có hoa trong họ Thiến thảo (Rubiaceae).

## Loài
Chi Phylohydrax gồm các loài: